# Atypopenaeus dearmatus
Atypopenaeus dearmatus är en kräftdjursart som beskrevs av De Man 1907. Atypopenaeus dearmatus ingår i släktet Atypopenaeus och familjen Penaeidae. Inga underarter finns listade i Catalogue of Life.